# جت هوایی هریر
هَریِر (به انگلیسی: Harrier Jump Jet) که به‌طور غیررسمی به نام جت پرندهٔ هریر نیز شناخته می‌شود، خانواده‌ای از هواپیماهای نظامی دارای موتور جت است که توانایی کاربردی پرواز عمودی/برخاست و فرود مسافت کوتاه را دارد. هریر در دههٔ ۱۹۶۰ و توسط شرکت هاوکر سیدلی در بریتانیا طراحی و ساخته شد. ویژگی منحصر به‌فرد پرواز عمودی به این هواپیما امکان فرود و برخاست در نقاطی چون پارکینگ خودروها یا محلی مسطح شده در عمق جنگل‌ها را فراهم می‌کند و نیاز به استفاده یا ساخت فرودگاه‌ها یا پایگاه‌های هوایی بزرگ را کاهش داد. در سال‌های بعد تغییراتی در طراحی این هواپیما برای استفاده در ناوهای هواپیمابر انجام گرفت. یک وجه تمایز هریر از دیگر هواپیماهای تهاجمی غربیِ ساخته‌شده پس از جنگ جهانی دوم این بود که برخلاف اغلب آن هواپیماها، که سرعت‌های مافوق صوت داشتند، هریر، هواپیمایی مادون‌صوت یا ساب‌سونیک بود.

## انواع و مدل‌ها
خانوادهٔ هواپیماهای هریر شامل دو نسل و چهار مدل اصلی تولید شده در بریتانیا و ایالات متحده آمریکا به شرح زیر می‌باشند:
- هاوکر سیدلی هریر (به انگلیسی: Hawker Siddeley Harrier)
- بریتیش آئرواسپیس سی هریر (به انگلیسی: British Aerospace Sea Harrier)
- مک‌دانل داگلاس ای‌وی-۸بی هریر ۲ (به انگلیسی: McDonnell Douglas AV-8B Harrier II)
- بریتیش آئرواسپیس هریر ۲ (به انگلیسی: British Aerospace Harrier II)

هاوکر سیدلی هریر نخستین نسل از این هواپیما است که با نام هریر اِی وی-۸ اِی نیز شناخته می‌شود. این مدل توسط نیروی هوایی سلطنتی بریتانیا و سپاه تفنگداران دریایی ایالات متحده آمریکا و در نیروهای نظامی چندین کشور مختلف مورد استفاده قرار گرفته‌است.
سی هریر جنگنده شکاری/دفاعی است که برای استفاده در نیروی دریایی طراحی شده‌است. این مدل توسط نیروی دریایی پادشاهی بریتانیا و نیروی دریایی هند مورد استفاده قرار گرفته‌است.
مک‌دانل داگلاس ای‌وی-۸بی هریر ۲ و بریتیش آئرواسپیس هریر ۲ به ترتیب گونه‌های آمریکایی و بریتانیایی نسل دوم هریر هستند که در دههٔ ۱۹۸۰ طراحی و به‌مرور جایگزین انواع نسل اول شدند.

## تولید

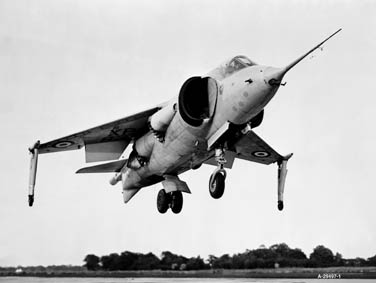
هواپیما هَریِر

به دنبال یک پیشرفت در شرکت موتورسازی بریستول در سال ۱۹۵۷، این شرکت موتور رانش مستقیم را طراحی نمود. کمپانی هاوکر ایرکرفت توانست در تأمین ویژگی‌های خواسته شده ناتو جهت طراحی و تولید یک جنگنده پشتیبانی تاکتیکی سبک موفق باشد. برای پیشرفت این پروژه پشتیبانی مالی از سوی خزانه علیاحضرت انگلستان صورت نگرفت اما کمک‌های مورد نیاز از سوی پروژهٔ توسعهٔ سلاح‌های متقابل ناتو (MWDP) دریافت شد.
هاوکر سیدلی پی.۱۱۲۷ به‌عنوان نمونه نخستین سفارش داده شد و در دههٔ ۱۹۶۰ پرواز نمود. ناتو زیرساخت‌های مورد نیاز یک هواپیمای عمود پرواز را توسعه داد، یکی از خواست‌های ناتو این بود که این هواپیما عملکردی مانند هواپیمای اف-۴ فانتوم ۲ داشته باشد. هاوکر از یک نسخه مافوق صوت از پی. ۱۱۲۷ با نام پی. ۱۱۵۰ و همچنین هاوکر سیدلی پی.۱۱۵۴ رونمایی کرد که در آن به ویژگی‌های عمود پروازی خواسته شده ناتو پرداخته شده‌بود، پی. ۱۱۵۴ یک پیروزی برای ناتو در رقابت و توسعه این نمونه‌ها بود که ادامه پیدا کرد.